# Petrovačko zvono
Petrovačko zvono (rusinski: Петривски дзвон) je najveća i središnja godišnja kulturna manifestacija Rusina i Ukrajinaca iz Hrvatske. Prvi puta je održana 1973. Održava se krajem proljeća u selu Petrovcima nedaleko od Vukovara, u Vukovarsko-srijemskoj županiji, gdje je najveća koncentracija ove zajednice.
Organizator je Savez Rusina i Ukrajinaca Republike Hrvatske.
U samostalnoj Hrvatskoj, pokrovitelj ove manifestacije je predsjednik Hrvatskog sabora.

## Vanjske poveznice
- Petrovci - web portal  Arhivirana inačica izvorne stranice od 6. siječnja 2014. (Wayback Machine)
- Savez Rusina i Ukrajinaca RH[neaktivna poveznica] Održano 34-to „Petrovačko zvono”
- Rusini u Panoniji  Arhivirana inačica izvorne stranice od 12. srpnja 2004. (Wayback Machine) Petrovski dzvon 2001 (na rusinskom)
- Zakud  Arhivirana inačica izvorne stranice od 11. lipnja 2008. (Wayback Machine) Zajednica amaterskih kulturno-umjetničkih djelatnosti Vukovarsko-srijemske županije: Petrovačko zvono